# Proyecto Mundial de Carbono

El Presupuesto mundial de carbono 2021 de la organización Proyecto Mundial de Carbono presentó una investigación (Friedlingstein et al. 2021) que muestra las contribuciones acumuladas al presupuesto mundial de carbono desde 1850 para ilustrar cómo las fuentes y los sumideros de dióxido de carbono han estado largo tiempo desequilibrados, provocando un aumento de aproximadamente el 50 % en la concentración de dióxido de carbono atmosférico.

El Proyecto Mundial de Carbono (Global Carbon Project, GCP) es una organización que busca cuantificar las emisiones mundiales de gases de efecto invernadero y sus causas. Fundada en 2001, sus trabajos incluyen presupuestos mundiales para los 3 gases de efecto invernadero más importantes: dióxido de carbono (CO2), metano (CH
4) y óxido nitroso (N
2O), además de esfuerzos complementarios para cuantificar las emisiones urbanas, regionales, acumulativas y negativas (se conoce por esa denominación a la extracción de dióxido de carbono de la atmósfera).
El principal objetivo del GCP ha sido comprender plenamente el ciclo del carbono. El GCP ha reunido a expertos en emisiones, científicos de la Tierra y economistas para abordar el problema del aumento de las concentraciones de gases de efecto invernadero en la atmósfera. En 2020, el GCP publicó su nuevo Presupuesto mundial de metano  y su primer Presupuesto mundial de óxido nitroso, los 2 gases antropogénicos que más inciden en el calentamiento mundial después del dióxido de carbono.
El GCP coopera con muchos grupos para recopilar, analizar y publicar datos sobre emisiones de forma abierta y transparente. Difunde conjuntos de datos en su sitio web y a través de sus publicaciones. Fue fundado como una asociación entre el Programa Internacional Geosfera-Biosfera, el Programa Mundial sobre el Clima, el Programa Internacional de Dimensiones Humanas y Diversitas, bajo el paraguas de la Asociación Científica del Sistema Terrestre. Muchos proyectos centrales de esta asociación pasaron en 2014 a formar parte del programa internacional de investigación Future Earth (Tierra Futura). El GCP es socio del Programa Mundial de Investigaciones Climáticas.
El actual presidente del Proyecto Global de Carbono es Rob Jackson, de la Universidad de Stanford. Los copresidentes anteriores incluyen a Naki Nakicenovic, del Instituto Internacional de Análisis de Sistemas Aplicados (IIASA por sus siglas en inglés, como las siguientes), Corinne Le Quéré, de la Universidad de East Anglia, y Philippe Ciais del Institut Pierre Simon Laplace (LSCE). Su director ejecutivo es Josep Canadell, de la Organización de Investigación Científica e Industrial de la Commonwealth (CSIRO) de Australia. El GCP tiene oficinas internacionales adicionales en Tsukuba (Japón) y Seúl (Corea del Sur), y un comité directivo científico internacional formado por una docena de científicos de 5 continentes.
Para el Presupuesto mundial de carbono publicado en diciembre de 2018, el GCP proyecta que las emisiones de CO2 por quema de combustibles fósiles en 2018 aumentarán un 2,7 % (entre el 1,8 % y el 3,7 %) hasta un récord de 37 100 millones de toneladas (Gt) de CO2,  ya que las políticas y las fuerzas del mercado son actualmente insuficientes para superar el crecimiento en el uso de energía fósil. Se prevé que la concentración atmosférica de CO2 aumente en 2,3 ppm [rango de 2,0 a 2,6 ppm] hasta alcanzar 407 ppm en promedio en 2018, un 45 % por encima de los niveles preindustriales. Los incrementos en el uso mundial de gas natural y petróleo son las causas principales del aumento de las concentraciones atmosféricas de CO2 en la actualidad. El uso mundial de carbón probablemente aumentará en 2018, pero todavía se mantendrá por debajo de su pico histórico en 2013. Durante la década 2011-2020, el carbón ha sido desplazado por la energía solar, la eólica y las centrales de ciclo combinado de gas natural en algunos países.
Como ejemplos de comunicaciones anteriores del GCP, a finales de 2006 sus investigadores hallaron que las emisiones de dióxido de carbono habían crecido enormemente a un ritmo del 3,2 % anual desde 2000. En aquel momento, el presidente del grupo, el Dr. Mike Raupach, declaróː «es una señal muy preocupante. Indica que los recientes esfuerzos para reducir las emisiones prácticamente no han tenido ningún impacto en el crecimiento de las emisiones y que se necesitan con urgencia límites eficaces». Un estudio de 2010 realizado por el GCP y publicado en Nature Geoscience mostró que los océanos del planeta absorben 2 300 millones de toneladas de dióxido de carbono.El 5 de diciembre de 2011, otro análisis del GCP afirmó que el dióxido de carbono procedente de la quema de combustibles fósiles aumentó en la mayor cantidad registrada en 2010, hasta el 5,9 %, cuando en la década de 1990 aumentaba anualmente solo el 1 %. La quema de carbón supuso más de la mitad del crecimiento de las emisiones, según el informe. Los científicos del GCP predicen que las emisiones de gases de efecto invernadero se producirán de acuerdo con el peor escenario del IPCC, en el que la concentración de CO2 en la atmósfera alcanzará las 500 ppm en el siglo XXI.

## Presupuesto mundial de carbono
Establecido por el GCP en 2005, el Presupuesto mundial de carbono es una publicación anual de las fuentes y sumideros del ciclo del carbono a escala mundial. En 2013, la publicación anual Global Carbon Budget se convirtió en una publicación de datos vivos en la revista Earth System Science Data. Cada año los datos se revisan y actualizan junto con los cambios en los análisis, resultados y la interpretación más actualizada del comportamiento del ciclo mundial del carbono.
Las mediciones y datos originales utilizados para completar el presupuesto global de carbono son generados por múltiples organizaciones y grupos de investigación mundiales.
El esfuerzo que realiza el GCP es principalmente de síntesisː los resultados de grupos individuales se cotejan, analizan y evalúan para garantizar su coherencia. El GCP facilita el acceso a los datos originales con la premisa de que se hará referencia a los conjuntos de datos primarios en trabajos futuros (ver tabla). Las publicaciones originales asociadas con esos conjuntos de datos proporcionan descripciones detalladas de cada componente.
El Presupuesto mundial de carbono 2021 muestra que se ha hecho público un método para estimar la diferencia en las emisiones derivadas del cambio de uso de la tierra a partir de los inventarios nacionales de gases de efecto invernadero, lo que respalda una evaluación del progreso climático nacional colectivo. 
| Componente | Referencia primaria                                                                 |
| --- | ----------------------------------------------------------------------------------- |
| Emisiones territoriales de combustibles fósiles y cemento a nivel mundial, por tipo de combustible y por país | Boden et al. (2013; CDIAC)                                                          |
| Emisiones de combustibles fósiles y cemento basadas en el consumo por país                                    | Peters y cols. (2011) actualizado como se describe en Le Quéré et al. (2013)        |
| Emisiones por cambios de uso del suelo                                                                        | Houghton y Hackler (en revisión)                                                    |
| Tasa de crecimiento del CO2 atmosférico                                                                       | Dlugokencky y Tans (2013; NOAA/ESRL)                                                |
| Sumideros de CO2 marinos y terrestres                                                                         | Le Quéré et al. (2013) consulte las referencias en papel para modelos individuales. |

## Atlas mundial del carbono
Establecido por el GCP en 2013, el Atlas mundial del carbono es una herramienta para visualizar datos relacionados con el ciclo global del carbono.
Consiste en una plataforma para explorar y visualizar los datos más actualizados sobre los flujos de carbono resultantes de las actividades humanas y los procesos naturales. Las actividades humanas relacionadas con emisiones de gases de efecto invernadero son la causa más importante del cambio climático.
Esta aplicación web permite la difusión de la información más actualizada sobre el ciclo global del carbono a un público más amplio, desde escolares y legos hasta responsables políticos y científicos. Consta de 3 componentes: 1) Divulgación, 2) Emisiones y 3) Investigación. 
El componente de divulgación está dirigido al público en general y a quienes trabajan en la educación. 
El componente de emisiones es una herramienta de visualización de partes del ciclo global del carbono que están relacionadas con las emisiones y está dirigido principalmente a los formuladores de políticas. 
El componente de investigación está dirigido principalmente a investigadores y actúa como un depósito de datos y una herramienta de visualización de datos científicos utilizados para investigar el presupuesto global de carbono. 
Todos los componentes del Atlas mundial del carbono se actualizan anualmente basándose en los datos publicados en el Presupuesto mundial de carbono. 